# Smukleniowate
Smukleniowate (Lebiasinidae) – rodzina słodkowodnych ryb kąsaczokształtnych (Characiformes), obejmująca ponad 50 gatunków opisanych naukowo oraz wiele nowo odkrytych, oczekujących na opisanie. Wiele intensywnie ubarwionych gatunków, zwłaszcza z rodzaju Nannostomus (drobnoustki i ukośniki) oraz smuklacze i smuklenie, to ryby akwariowe.

## Występowanie
Ameryka Środkowa (Kostaryka i Panama) oraz cała Ameryka Południowa z wyjątkiem Chile. Większość gatunków zasiedla spokojne wody nizinne, tylko nieliczne są spotykane w wodach powyżej 1000 m n.p.m.

## Charakterystyka

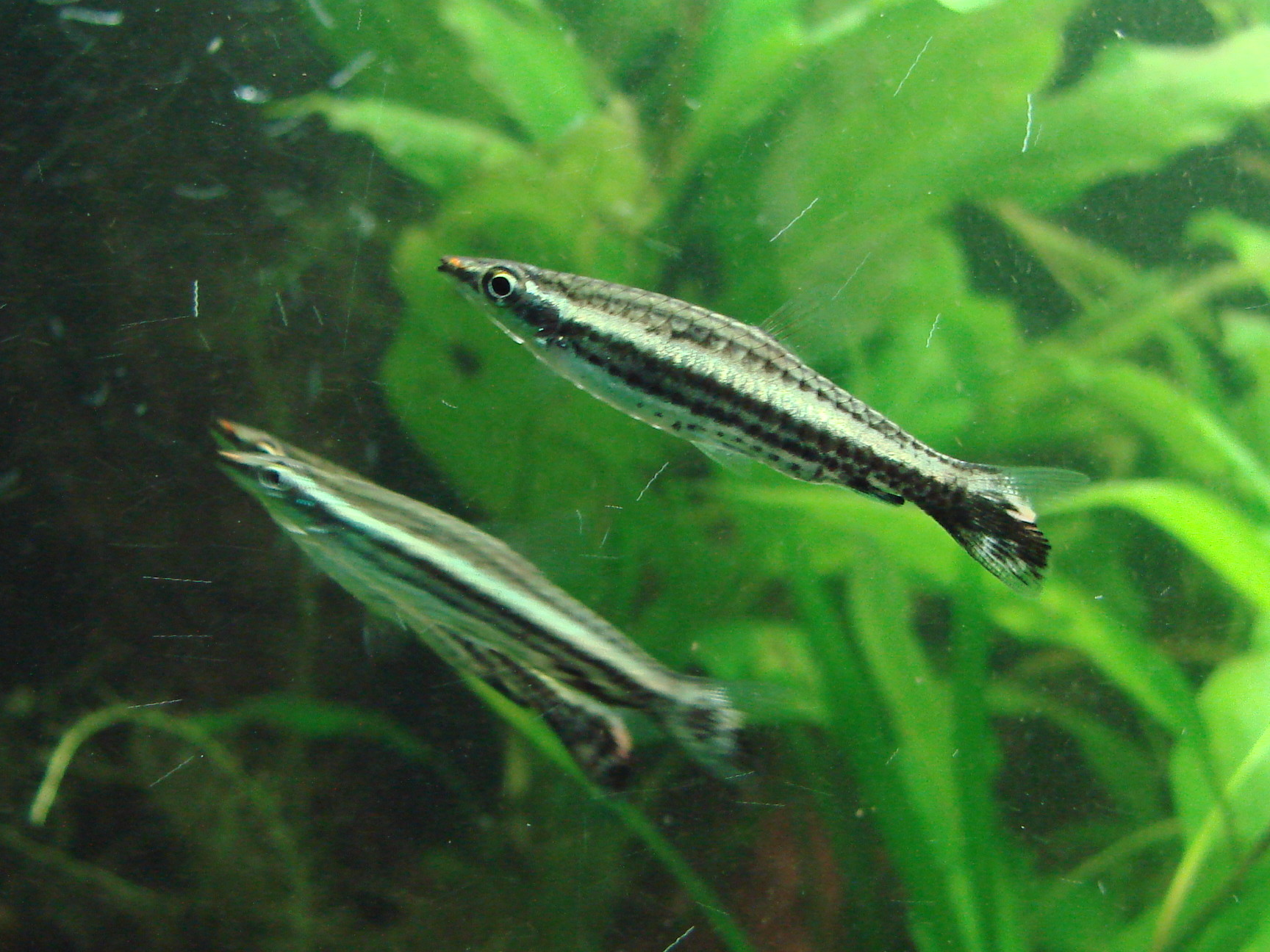
Ukośnik ozdobny (Nannostomus eques)

Ciało wydłużone, cylindryczne, pokryte dużymi łuskami. Otwór gębowy jest krótki. Najmniejsze ryby z tej rodziny, Nannostomus anduzei, mają 1,6 cm, a największe – kilkanaście centymetrów długości. Ubarwienie ciała gatunków z podrodziny Pyrrhulininae jest intensywne, co przyczyniło się do ich spopularyzowania wśród akwarystów. W rodzaju Nannostomus kształt ciała jest na tyle wydłużony, że ryby te określane są nazwą „ryby ołówki” (z ang. pencilfishes). Polska nazwa rodziny również nawiązuje do kształtu ich ciała. Płetwa tłuszczowa występuje lub nie – nawet u przedstawicieli tego samego gatunku. Anostomidae i Chilodontidae wyróżniają się utrzymywaniem skośnej pozycji ciała, a smukleń pryskacz (Copella arnoldi) charakterystycznym sposobem składania ikry – samiec i samica jednocześnie wyskakują ponad powierzchnię wody i na krótką chwilę przyklejają się do nadwodnych części roślin pozostawiając na nich zapłodnioną ikrę. Samce smuklenia pryskacza i smuklaka kropkowanego (Copeina guttata) opiekują się ikrą. Smukleniowate żywią się przede wszystkim larwami owadów. Z tego powodu Lebiasina bimaculata została introdukowana w kilku krajach w celu ograniczenia populacji moskitów.

## Klasyfikacja
Rodzaje zaliczane do tej rodziny są grupowane w podrodzinach:
Pyrrhulininae:
- Copeina — Copella — Nannostomus — Pyrrhulina

Lebiasininae:
- Derhamia — Lebiasina